# Độ nhạy khí hậu

Sơ đồ các yếu tố xác định độ nhạy khí hậu. Sau khi tăng mức, có sự nóng lên ban đầu. Sự nóng lên này được khuếch đại bởi hiệu ứng ròng của phản hồi. phản hồi tự củng cố bao gồm sự tan chảy của băng phản chiếu ánh sáng Mặt Trời và bốc hơi cao hơn làm tăng hơi nước trong khí quyển trung bình (khí nhà kính)).

Độ nhạy khí hậu là thước đo xem khí hậu Trái Đất sẽ nguội đi hoặc ấm lên đến mức nào sau khi thay đổi hệ thống khí hậu, ví dụ, nó sẽ ấm lên bao nhiêu để nhân đôi nồng độ cacbon dioxide (CO2). Về mặt kỹ thuật, độ nhạy khí hậu là sự thay đổi trung bình về nhiệt độ bề mặt Trái Đất để đáp ứng với những thay đổi trong cưỡng bức bức xạ, sự khác biệt giữa năng lượng đến và đi trên Trái Đất. Độ nhạy khí hậu là một biện pháp quan trọng trong khoa học khí hậu, và một khu vực tập trung cho các nhà khoa học khí hậu, những người muốn tìm hiểu những hậu quả cuối cùng của biến đổi khí hậu do con người.
Bề mặt Trái Đất nóng lên do hậu quả trực tiếp của việc tăng CO2 trong khí quyển, cũng như tăng nồng độ của các loại khí nhà kính khác như nitơ dioxide và mê tan. Nhiệt độ tăng có tác động thứ yếu đến hệ thống khí hậu, chẳng hạn như sự gia tăng hơi nước trong khí quyển, bản thân nó cũng là một loại khí nhà kính. Do các nhà khoa học không biết chính xác những phản hồi khí hậu này mạnh đến mức nào, rất khó để dự đoán chính xác lượng ấm lên sẽ dẫn đến sự gia tăng nồng độ khí nhà kính nhất định. Nếu độ nhạy khí hậu hóa ra là mặt cao của các ước tính khoa học, mục tiêu của Thỏa thuận chung Paris là hạn chế sự nóng lên toàn cầu xuống dưới 2 °C (3,6 °F) sẽ khó đạt được.
Hai loại nhạy cảm khí hậu chính là "phản ứng khí hậu thoáng qua" ngắn hạn, sự gia tăng nhiệt độ trung bình toàn cầu dự kiến sẽ xảy ra tại thời điểm nồng độ CO2 trong khí quyển tăng gấp đôi; và "độ nhạy khí hậu cân bằng", nhiệt độ trung bình toàn cầu tăng cao hơn dự kiến sẽ xảy ra sau khi ảnh hưởng của nồng độ CO2 tăng gấp đôi đã có thời gian để đạt đến trạng thái ổn định. Độ nhạy khí hậu thường được ước tính theo ba cách; sử dụng các quan sát trực tiếp về nhiệt độ và mức độ khí nhà kính được thực hiện trong thời đại công nghiệp; sử dụng nhiệt độ ước tính gián tiếp và các phép đo khác từ quá khứ xa hơn của Trái Đất; và mô hình hóa các khía cạnh khác nhau của hệ thống khí hậu với máy tính.